# Скурелле
Скурелле (італ. Scurelle) — муніципалітет в Італії, у регіоні Трентіно-Альто-Адідже,  провінція Тренто.
Скурелле розташоване на відстані близько 470 км на північ від Рима, 31 км на схід від Тренто.
Населення — 1433 особи (2014).
Щорічний фестиваль відбувається 22 липня. Покровитель — Santa Maria Maddalena.

## Демографія
Населення за роками:

Станом на 1 січня 2023 року в муніципалітеті офіційно проживало 48 іноземців з 18 країн, серед них 6 громадян країн Євросоюзу.

## Сусідні муніципалітети
- Б'єно
- Карцано
- Кастелло-Тезіно
- Кастельнуово
- Чинте-Тезіно
- П'єве-Тезіно
- Кастель-Івано
- Тельве